# Équivalence magnétique
En résonance magnétique nucléaire (RMN), le terme équivalence magnétique désigne le fait que plusieurs noyaux résonnent à la même fréquence. On dit qu'ils sont magnétiquement équivalents. Dans le cas contraire, on dit qu'ils sont magnétiquement non équivalents.

## Origines de l'équivalence
La principale origine de l'équivalence magnétique est la symétrie :
- de la molécule
- d'une partie de la molécule

en tenant compte de la déformation des molécules et de la rotation des liaisons simples, puisque la RMN en solution ne détecte que la moyenne des déplacements chimiques et des constantes de couplage.

### Le hasard
Il peut arriver que plusieurs spins soient magnétiquement équivalents alors que leur environnement ne le laisse pas supposer. Ils sont alors dits accidentellement équivalents.

## Les inéquivalences
Même lorsque deux spins sont portés par le même atome (par exemple –CH2–), il est très courant que ces spins ne soient pas magnétiquement équivalents. C'est notamment le cas lorsque :
- ils sont à proximité d'un centre chiral
- ils sont diastéréotopiques
- un groupe fonctionnel produit des rotamères ou plus généralement, l'interconversion entre plusieurs conformères est difficile.